# Jake La Furia
Jake La Furia, pseudonimo di Francesco Vigorelli (Milano, 25 febbraio 1979), è un rapper, disc jockey, personaggio televisivo personaggio televisivo italiano.
Attivo inizialmente con i Club Dogo, a partire dal 2012 ha intrapreso anche una carriera come solista.

## Biografia

### Sacre Scuole
Figlio di Giampietro Vigorelli, noto direttore artistico pubblicitario dell'agenzia D'Adda Lorenzini Vigorelli BBDO, Francesco entra in contatto con l'hip hop attraverso il writing, che inizia a praticare intorno al 1993. Deve il suo primo pseudonimo alla sua tag, ossia Fame. Poco più tardi approda all'MCing, divenendo uno degli MC più noti della zona milanese. Insieme ai compagni di liceo Guè e Dargen D'Amico forma i Sacre Scuole e prende parte ad album e mixtape di artisti come Chief, Solo Zippo, ATPC e Prodigio.
Nel 1999 pubblica assieme al gruppo il loro primo disco, 3 MC's al cubo, il cui produttore esecutivo è Chief. Nel 2001 diverbi tra lui e D'Amico porteranno allo scioglimento del gruppo: Jake La Furia e Guè formeranno assieme a Don Joe (che aveva già preso parte al loro album) il gruppo Club Dogo mentre D'Amico intraprenderà un percorso solista. Tuttavia i due si riappacificheranno più tardi e D'Amico collaborerà in una traccia del primo disco dei Club Dogo.

### Club Dogo
Nel nuovo gruppo, Vigorelli cambiò il nome d'arte Fame in Jake La Furia, in tributo al personaggio Jake the Muss (Jake "La Furia") del film Once Were Warriors - Una volta erano guerrieri. Il primo disco del gruppo prende il nome Mi fist ed esce nel 2003. L'album viene premiato come miglior disco rap all'MC Giaime del 2004. Nel 2006 viene pubblicato il secondo album, Penna capitale, mentre nel 2007 pubblicano il loro terzo album, Vile denaro, il primo sotto una major, la EMI. Dopo questo album il loro talento inizia ad essere riconosciuto anche da altre major: ciò li ha portati a firmare un contratto con la Universal. Il primo disco ad uscire sotto questa etichetta è Dogocrazia, che contiene molte collaborazioni con altri artisti della scena hip hop italiana e due con gli artisti statunitensi Kool G Rap e il gruppo Infamous Mobb.
Il 29 giugno 2010 è uscito sul sito ufficiale il singolo Per la gente, che ha anticipato l'uscita dell'album Che bello essere noi, il 5 ottobre successivo. L'album è stato promosso anche dai singoli Spacco tutto e D.D.D.. L'album ha debuttato alla seconda posizione della classifica italiana degli album, preceduto da Ancora di più - Cinque passi in più di Alessandra Amoroso. Il 5 giugno 2012 è uscito Noi siamo il club, il sesto album dei Dogo, anticipato dal singolo Cattivi esempi pubblicato il 24 aprile. Il gruppo ha successivamente collaborato all'album Hanno ucciso l'Uomo Ragno 2012 di Max Pezzali cantando nella traccia Con un deca, mentre nel 2014 hanno pubblicato il settimo album in studio Non siamo più quelli di Mi fist.

### Carriera solista
Nell'ottobre 2012, in un'intervista concessa alla rivista Panorama, Jake La Furia ha annunciato di aver iniziato le lavorazioni sul proprio album da solista. Il 10 settembre 2013 è stato pubblicato su YouTube il videoclip del brano Musica commerciale, traccia d'apertura dell'album omonimo pubblicato il 29 ottobre dello stesso anno. Dieci giorni più tardi, è stato pubblicato il singolo Inno nazionale sull'iTunes Store, che ha raggiunto la posizione numero 14 della classifica italiana dei singoli. Musica commerciale ha debuttato alla seconda posizione della classifica italiana degli album e, nel mese di maggio 2014, è stato certificato disco d'oro per aver raggiunto la soglia delle 25 000 copie vendute. Insieme all'album il brano Esercizio di stile ha debuttato alla numero 92 della classifica italiana dei singoli.
Il 7 marzo 2016 il rapper ha annunciato la pubblicazione del singolo El Chapo, uscito il giorno seguente per il download digitale. Il 18 dello stesso mese è stato pubblicato un ulteriore singolo, intitolato Testa o croce e inciso in duetto con Egreen, mentre al termine del mese è stato annunciato il secondo album in studio Fuori da qui, uscito il 22 aprile e promosso dal singolo omonimo, quest'ultimo inciso in duetto con Luca Carboni. Dal disco sono stati successivamente estratti anche i singoli Me gusta (in collaborazione con Alessio La Profunda Melodia) e Non so dire no, pubblicati rispettivamente il 20 maggio e il 7 ottobre.
Dal febbraio 2017, Jake La Furia ha iniziato le attività di conduttore radiofonico e di disc jockey con il programma Jake Hit Up, trasmesso su Radio 105. Nello stesso anno ha collaborato nuovamente con Alessio La Profunda Melodia alla realizzazione del singolo El party, pubblicato il 9 giugno per il download digitale; successivamente è stato certificato quadruplo disco di platino per aver venduto oltre 200 000 copie. Il 23 febbraio 2018 è stata la volta di un secondo singolo inedito, MMMH, prodotto da Big Fish Nel corso dell'anno ha collaborato come artista ospite nei singoli Barracuda dei Boomdabash e Amore Zen de Le Vibrazioni. Il 29 giugno 2018 è stato pubblicato il singolo Bandita. Il 15 marzo 2019 è uscito il singolo F.A.K.E. di Don Joe, che ha visto la partecipazione di Jake La Furia e Marracash. Il 28 giugno seguente, ha pubblicato il singolo 6 del mattino, realizzato in collaborazione con Brancar de Il Pagante. Il 10 giugno 2020, è stato presentato il singolo Soldi dall'inferno di Big Fish, a cui Jake La Furia ha partecipato come ospite.

#### Ritorno al rap
Il 17 luglio 2020, ha annunciato l'uscita dell'album 17, in collaborazione con Emis Killa, pubblicato il 18 settembre seguente e promosso dal singolo Malandrino.
Il 17 giugno 2022, ha pubblicato il suo terzo album in studio, Ferro del mestiere.
Fra settembre e dicembre del 2024, è stato uno dei giudici della diciottesima edizione di X Factor.
Ha partecipato all'album Containers del produttore The Night Skinny, figurando nella traccia posse.
Il 15 gennaio 2025, ha annunciato l'uscita del suo quarto album in studio, Fame, prodotto interamente da The Night Skinny e pubblicato il 31 gennaio dello stesso anno.

## Discografia

### Da solista
- 2013 – Musica commerciale
- 2016 – Fuori da qui
- 2020 – 17 (con Emis Killa)
- 2022 – Ferro del mestiere
- 2025 – Fame

### Con i Sacre Scuole
- 1999 – 3 MC's al cubo

### Con i Club Dogo
- 2003 – Mi fist
- 2006 – Penna capitale
- 2007 – Vile denaro
- 2009 – Dogocrazia
- 2010 – Che bello essere noi
- 2012 – Noi siamo il club
- 2014 – Non siamo più quelli di Mi fist
- 2024 – Club Dogo

### Con la Dogo Gang
- 2004 – PMC VS Club Dogo - The Official Mixtape
- 2005 – Roccia Music I
- 2008 – Benvenuti nella giungla

### Produzioni
| Anno | Artista   | Titolo                                                 | Album di provenienza |
| ---- | --------- | ------------------------------------------------------ | -------------------- |
| 2005 | Dogo Gang | Intro                                                  | Roccia Music I       |
| 2007 | Montenero | Non vi chiedo perdono                                  | Milano spara         |
| 2008 | Sgarra    | Sub Zero (con Jake La Furia e Vincenzo da Via Anfossi) | Disco imperiale      |
| 2008 | Sgarra    | Disco imperiale                                        | Disco imperiale      |
| 2008 | Sgarra    | Cielo nero                                             | Disco imperiale      |
| 2008 | Sgarra    | Le conseguenze                                         | Disco imperiale      |
| 2008 | Sgarra    | Giovani milionari (con Montenero)                      | Disco imperiale      |
| 2008 | Sgarra    | Libero arbitrio (con Vincenzo Da Via Anfossi)          | Disco imperiale      |
| 2011 | Ted Bundy | Bastardi senza gloria                                  | Centodieci e lode    |

## Filmografia

### Cinema
- Mucchio selvaggio, regia di Matteo Swaitz (2007)
- 5 Euro – cortometraggio, regia di Tekla Taidelli (2008)
- I 2 soliti idioti, regia di Enrico Lando (2012)
- Mollo tutto e apro un chiringuito, regia di Pietro Belfiore, Davide Bonacina, Andrea Fadenti, Andrea Mazzarella e Davide Rossi (2021)
- Ricomincio da taaac, regia di Pietro Belfiore, Davide Bonacina, Andrea Fadenti, Andrea Mazzarella e Davide Rossi (2024)

### Televisione
- Gangs of Milano - Le nuove storie del Blocco, regia di Ciro Visco - serie TV, episodio 2x03 (2025)

## Doppiaggio
- Max in PAPmusic - Animation for Fashion

## Programmi televisivi
- Nord sud ovest est - Tormentoni on the road (Italia 1, 2013)
- Carpool Karaoke (Italia 1, 2017)
- Stra Factor (Sky Uno, 2017)
- Mai dire Talk (Italia 1, 2018)
- Goal Deejay (Sky Sport Uno, 2019-2020)
- Name That Tune - Indovina la canzone (TV8, 2022)
- Alessandro Borghese - Celebrity Chef (TV8, 2022)
- 2016 (Nove e Discovery+, 2022)
- X Factor (Sky Uno, 2024) Giudice

## Programmi radiofonici
- Jake Hit Up (R105, dal 2017)